# Purias
Purias es una pedanía perteneciente al municipio de Lorca en la Región de Murcia, España. Está situada al sur del casco urbano de la ciudad.

## Descripción
Situada a 8 kilómetros al suroeste del centro de Lorca, la Misión de Lorca en Purias ocupa una gran extensión que se extiende desde la Rambla de Biznaga hasta la escarpada Sierra de la Almenara, entre la vega del Guadalentín y el mar. Purias se encuentra al pie de las dos sierras de Carrasquilla y Almenara, estas dos, separadas entre sí por ramblas y cañones que descienden hasta la depresión del Guadalentín, lo que le confiere un paisaje único donde las fortalezas están dominadas por los grandes cultivos de secano y las numerosas plantas aromáticas.
Aunque la zona está llena de vestigios y de antiguas civilizaciones, los sedimentos sedimentarios de las crecidas de los ríos han dificultado consecuentemente la recuperación de restos en el territorio de este concejo, sin embargo, aventurarse a verlo no es peligroso ya que es una aventura ver el que fue el sitio de paso de algunas culturas ancestrales. Pero fue con la Reconquista cristiana y con los repartimientos de Alfonso X cuando Purias aparezca en algunos escritos por primera vez.
La agricultura ha sido tradicionalmente la principal fuente de sustento para muchos de los habitantes conocidos como purianos, con mayor importancia comercial y económica para los cultivos de invernadero como el tomate, la cebolla, el brócoli o el pepino. En los últimos años, las pequeñas fábricas de hortalizas y las empresas de restauración pública han jugado un papel importante en la estructura económica del municipio.
En la zona se encuentran situadas naves y complejos de empresas agrícolas en su mayoría y desde el año 1994 se celebra los domingos un mercadillo semanal.

## Servicios

### Educación
Podemos encontrar dos centros de Educación, Colegio Público de Purias Alfonso García López y Instituto de Educación Secundaria Sierra Almenara.

## Transporte

### Por carretera
La pedanía es atravesada por la carretera RM-621. También dispone de acceso en la RM-11.

### En autobús
Presta servicio la siguiente línea urbana:
| Línea | Recorrido                                    | Operador |
| ----- | -------------------------------------------- | -------- |
| 3     | Óvalo - Campillo - Torre del Obispo - Purias | Limusa   |

Además, prestan servicio las siguientes líneas interurbanas:
| Línea     | Recorrido                | Recorrido                | Recorrido                | Operador |
| --------- | ------------------------ | ------------------------ | ------------------------ | -------- |
| MUR-026-1 | Águilas - Lorca - Murcia | Águilas - Lorca - Murcia | Águilas - Lorca - Murcia | Interbus |
| MUR-026-4 | Lorca - Guazamara        | Lorca - Guazamara        | Lorca - Guazamara        | Interbus |

## Fiestas
Sus fiestas son a finales del mes de julio en honor a Santa Ana y a finales del mes de junio en honor a San Pedro. Además algunos caseríos celebran sus fiestas patronales, por ejemplo Altobordo (25 de julio) o Felí (29 de junio).
También se celebran en la pedanía fiestas como la Romería de Villarreal (8 de diciembre) o las festividades de San Pedro y San Juan.